# Liebaards
De liebaards waren de aanhangers van de Vlaamse graaf Gwijde van Dampierre in het Frans-Vlaamse conflict van 1297-1305. De tegenstanders van de liebaards waren de koningsgezinde leliaards, Vlaamse edellieden en oligarchen die de Franse vorst Filips de Schone steunden.
De benaming liebaard stamt uit de heraldiek en betekent luipaard of leeuw. Het is een verwijzing naar de Vlaamse Leeuw, het symbool van het graafschap Vlaanderen. Liebaards worden ook vaak klauwaards genoemd, een term die ingang vond in de jaren 1380. In hun eigen tijd sprak men van de amici comitis en de partie li conte (vrienden of partij van de graaf).

## Voetnoten
1. ↑  Jan Dumolyn en Andrew Brown (eds.), Brugge. Een middeleeuwse metropool, 850-1550, 2020, p. 133